# Heterorrhina gracilis
Heterorrhina gracilis är en skalbaggsart som beskrevs av Gilbert John Arrow 1910. Heterorrhina gracilis ingår i släktet Heterorrhina och familjen Cetoniidae. Inga underarter finns listade i Catalogue of Life.